# Leo Lionni
Leo Lionni (Ámsterdam, 5 de mayo de 1910, Toscana, 11 de octubre de 1999) fue un relevante diseñador gráfico, pintor e ilustrador y creador de libros infantiles.

## Biografía
Nació en Ámsterdam, en la familia de un modesto pulidor de diamante. En su infancia recibió la influencia de su tío Piet, pintor bohemio, que lo puso en contacto con el mundo del arte. Por otro lado, también su madre tenía formación artística, en concreto musical, como cantante de ópera. Su vida fue una mudanza casi constante: en 1925 partió con su familia a Génova donde (después de, por ejemplo, dos años de estudio en la Universidad de Zúrich) obtuvo un doctorado en Economía política, sin descuidar una actividad paralela como pintor y diseñador. En 1939 emigró a los Estados Unidos, donde trabajó como director de arte en varias publicaciones periódicas. En 1945 obtuvo la nacionalidad estadounidense. Regresó a Italia en 1962, para asentarse como artista independiente. 

## Obra
Desde finales de los años cincuenta publicó varios libros infantiles, en general de técnica sencilla, como la mancha de color o el collage de aspecto relativamente simple. En la primera técnica sobresale Pequeño Azul y Pequeño Amarillo, una historia sin palabras que narra con gran fuerza un conflicto de racismo; en concreto, se trabaja con trozos irregulares de papel monocromo. Otras obras destacables son Frederick, Nadarín y El sueño de Matías, sobre un ratón que ansiaba ser pintor. De su obra para niños se ha escrito: «En todos sus libros, Lionni compone pequeñas e importantes fábulas que aleccionan sobre la vida, pero no para moralizar, sino para permitir al niño reencontrarse con su propio mundo y ofrecerle una alternativa segura».
En 1988 publicó su autobiografía Between Worlds (Entre mundos), que ha traducido al castellano Carlos Heras, publicado en mayo de 2021.

## Obras traducidas
- Frederick (traducción Ana María Matute o Xosé M. González Barreiro)
- Nadarín (traducción Ana María Matute o Xosé M. González Barreiro)
- Prohibido a los gatos (traducción José Luis Giménez Frontín)
- El sueño de Matías (traducción Esther Tusquets)
- Pequeño Azul y Pequeño Amarillo
- Un pez es un pez
- La Casa más grande del mundo